# Xinetd
В компьютерных сетях xinetd (eXtended InterNET Daemon) — это служба с открытым исходным кодом, работающая во многих Unix-подобных системах и управляющая сетевыми соединениями. Она представляет собой более защищённую версию inetd. Представляет собой демон суперсервера. Xinetd RPM устанавливается по умолчанию в Fedora/Redhat Linux и использует /etc/xinetd.conf в качестве основного файла конфигурации.
Среди прочего, xinetd реализует механизмы контроля доступа, подобные TCP Wrapper ACLs, имеет большие возможности по протоколированию и способность управлять службами по расписанию. Xinetd может установить ограничение на количество серверов, которые система может запустить, и обладает развёртываемыми защитными механизмами для противодействия сканерам портов.
В некоторых реализациях Mac OS X этот демон запускает и поддерживает различные связанные с Интернетом службы, включая FTP и telnet. Как и inetd, xinetd предлагает дополнительную безопасность. Xinetd заменил собой inetd в Mac OS X v10.3, но впоследствии сам был заменён launchd в Mac OS X v10.4. Тем не менее, Apple оставила inetd для совместимости.